# 正定马家大院
正定马家大院，位于河北省石家庄市正定县县城中心大十字街东行30米中山东路北侧，为正定城内仅存的一处保存完好的典型的四合院式民居，已列为正定县文物保护单位。现为正定元曲博物馆 。

## 历史
正定马家大院由正定马氏第十五代马兆霖建造建于清末民初。正定马氏明代自山西洪洞县迁居真定府（今正定）城中心四牌坊一带。

## 建筑
正定马家大院原包括前后五进四合院，现存中间三进，进深70.5米，宽13.65米，建筑皆为单檐硬山顶。建筑布局严谨，设计施工建造者来自山西五台县，因此具有山西民居的特点。1933年梁思成曾来考察。

## 保护
1982年11月13日，正定马家大院公布为县级重点文物保护单位。